# Roville-aux-Chênes
Roville-aux-Chênes é uma comuna francesa na região administrativa de Grande Leste, no departamento de Vosges. Estende-se por uma área de 8,59 km². Em 2010 a comuna tinha 519 habitantes (densidade: 60,4 hab./km²).